# Festival Internacional de Cine de Río de Janeiro

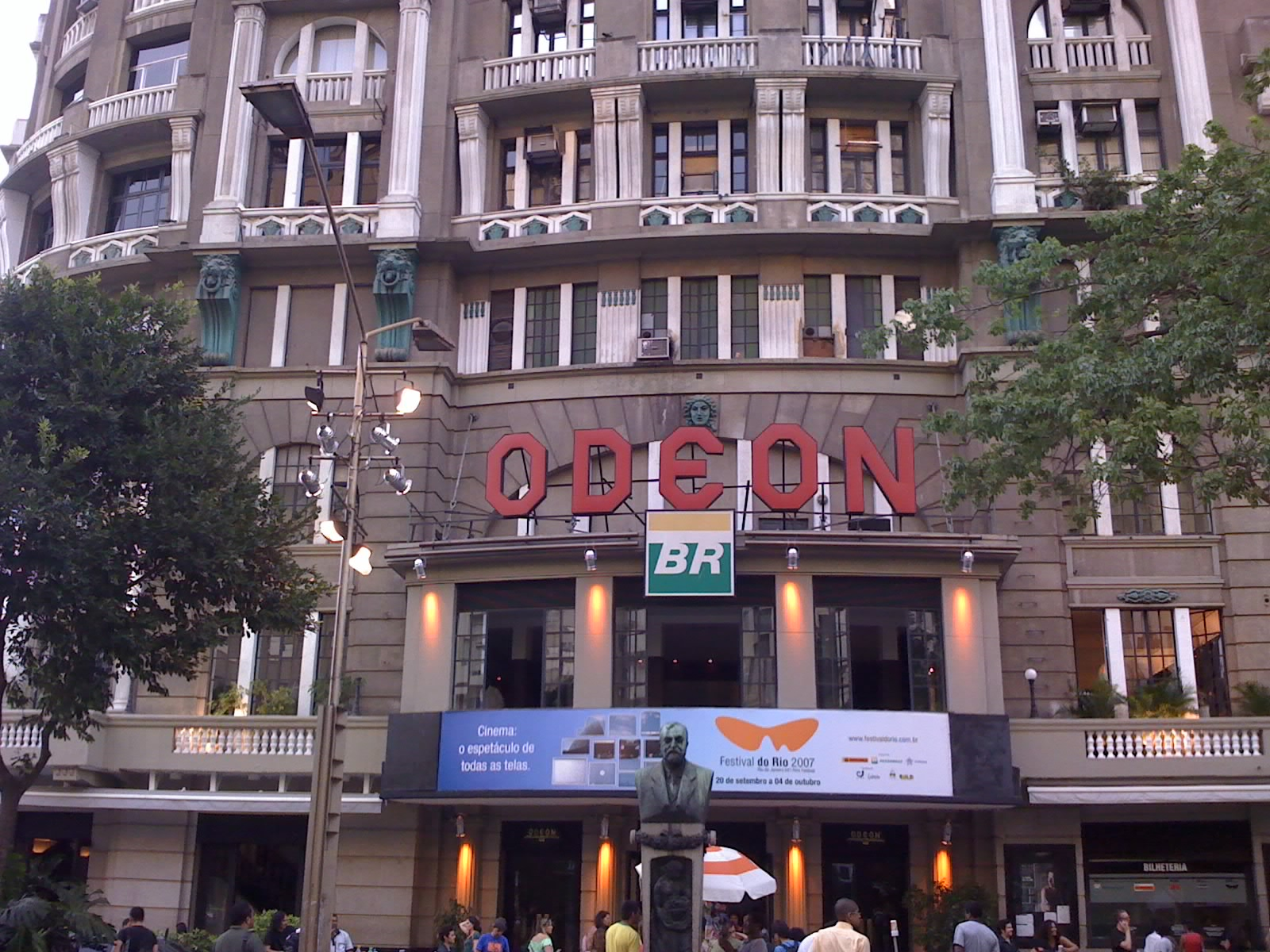
Cine Odeon-BR, durante la edición 2007 del festival de Río.

El Festival de Río (en portugués Festival do Rio) es un festival de cine internacional de la ciudad de Río de Janeiro, considerado uno de los más importantes de Brasil y América Latina. El premio principal otorgado es denominado Trofeo Redentor y también destaca el Premio Fipresci de la crítica internacional.

## Historia
El Festival de Río surgió en 1999, como resultado de la fusión de dos festivales de cine anteriores, el Rio Cine Festival (que surgió en 1984) y la Mostra Banco Nacional de Cinema, creada en 1988.
En la edición de 2007, se exhibieron más de trescientas películas inéditas en Brasil, tanto nacionales como extranjeras, de 60 países. Inclusive las ganadoras de los festivales de Cannes, Sundance, Venezia y del Oscar.

## Categorías
- Trofeo Redentor al Mejor Largometraje de Ficción o mejor película del año
- Trofeo Redentor al Mejor Largometraje Documental
- Trofeo Redentor al Mejor Cortometraje
- Mención Honorífica
- Mejor Director
- Mejor Actor
- Mejor Actriz
- Mejor Actriz Secundaria
- Mejor Actor Secundario
- Mejor Guion
- Mejor Edición
- Mejor Fotografía
- Premio Especial del Jurado
- Mención Honorífica
- Premio FIPRESCI de la crítica internacional
- Mejor Largometraje de Ficción - Premio del Público
- Mejor Largometraje de Documental - Premio del Público
- Mejor Cortometraje - Premio del Público

## Palmarés
A continuación se listan los ganadores a la categoría principal del festival:
| Edición | Año  | Película                                                   | Director                           | País   |
| ------- | ---- | ---------------------------------------------------------- | ---------------------------------- | ------ |
| 13      | 2011 | A hora e a vez                                             | Augusto Matraga y Vinícius Coimbra | Brasil |
| 12      | 2010 | Histórias Reais de um Mentiroso                            | Toniko Melo                        | Brasil |
| 11      | 2010 | Os famosos e os duendes da morte (The Famous and the Dead) | Esmir Filho                        | Brasil |
| 10      | 2008 | Se nada mais der certo                                     | José Eduardo Belmonte              | Brasil |
| 9       | 2007 | Mutum                                                      | Sandra Kogut                       | Brasil |
| 8       | 2006 | O Céu de Suely (Suely in the Sky)                          | Karim Aïnouz                       | Brasil |
| 7       | 2005 | Cidade Baixa                                               | Sérgio Machado                     | Brasil |
| 6       | 2004 | Contra Todos                                               | Roberto Moreira                    | Brasil |
| 5       | 2003 | Narradores de Javé                                         | Eliane Caffé                       | Brasil |
| 4       | 2002 | Seja o que Deus quiser!                                    | Murilo Salles                      | Brasil |